# 7分甜

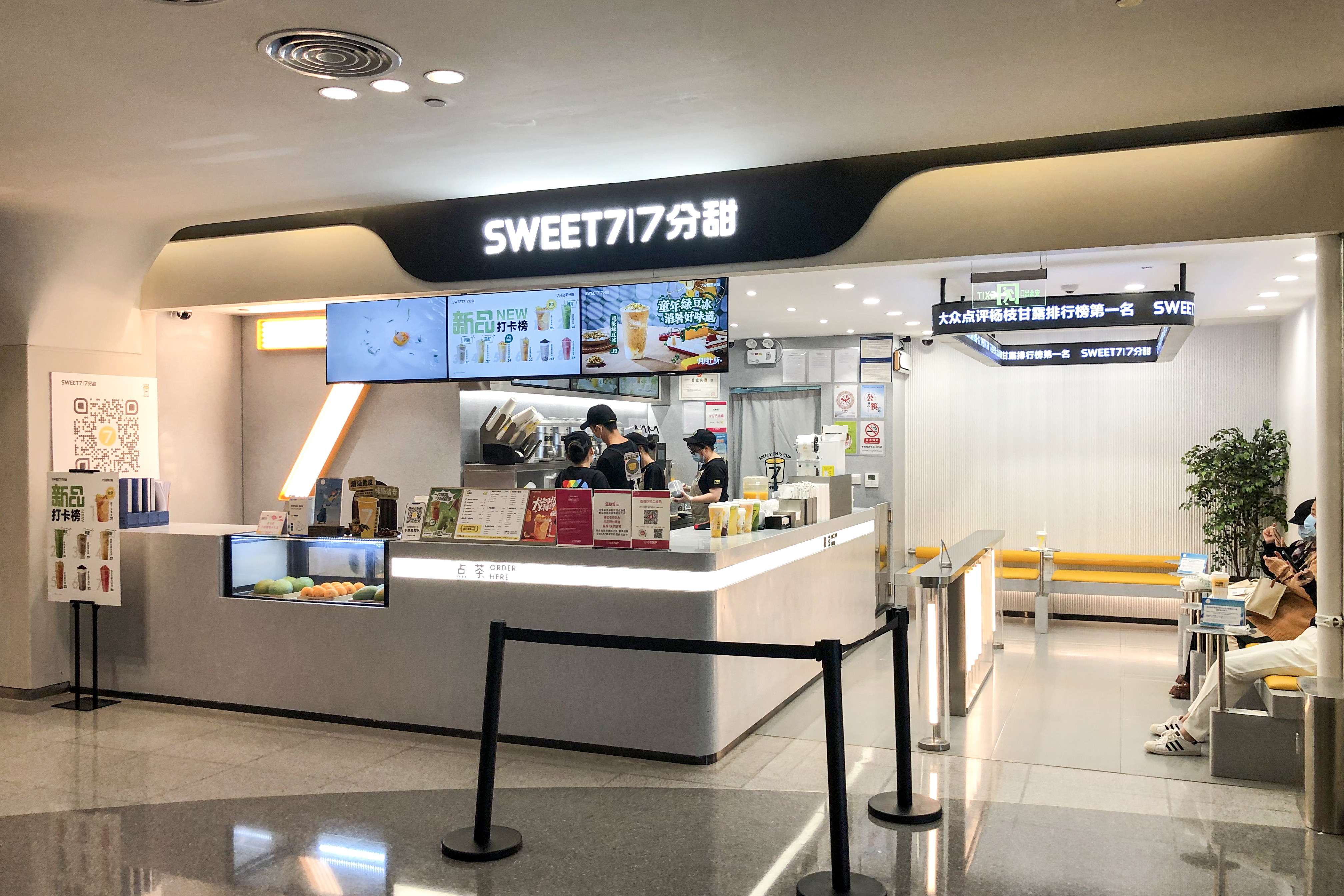
一间位于北京市朝阳区北京SKP的7分甜门店

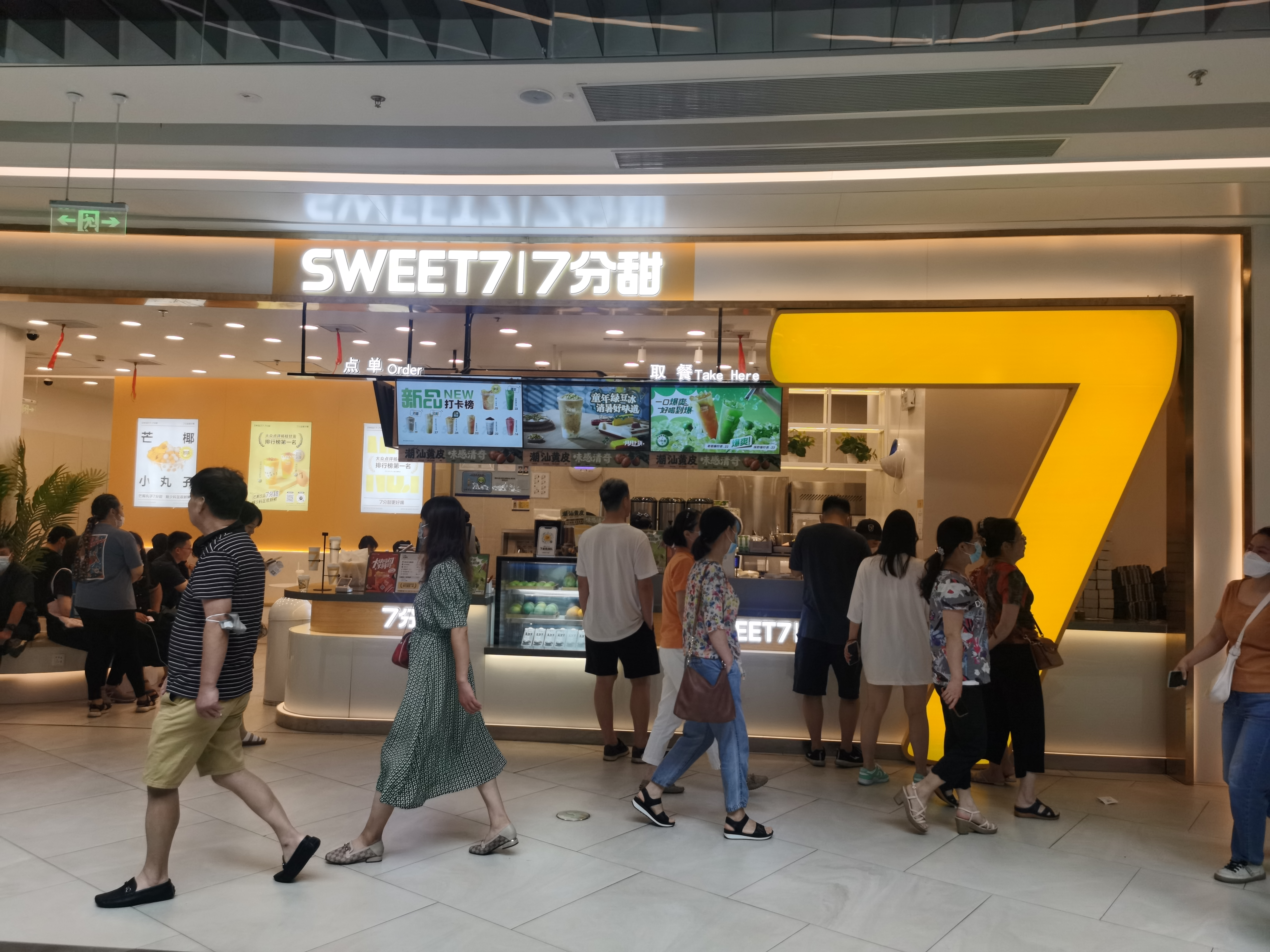
一间位于上海市嘉定区南翔印象城MEGA的7分甜门店

7分甜是一家總部位於中華人民共和國江蘇省蘇州市的調飲連鎖店。

## 历史
前身是2006年成立的谢记甜品。2015年，谢记甜品更名為7分甜。該連鎖店以港式甜品為主打產品，推出的飲品有杨枝甘露。

## 外部連結
- 官方网站